# あゆ (お笑いコンビ)
あゆは、かつてケイダッシュステージに所属していた日本のお笑いコンビ。2021年10月、旧コンビ名の蟹パーティー（かにパーティー）から改名。

## メンバー
鈴木 雄也（すずき ゆうや、1986年12月3日（38歳） - ）
ツッコミ担当。
岐阜県岐阜市出身。身長180 cm、体重105 kg。血液型はAB型。
趣味は野球と一人旅、特技は農作業。普通自動車免許を所持している。
ヒューマンアカデミーお笑い芸人養成講座出身。浄土宗に僧籍を持っている。

仲山 真史（なかやま まさふみ、1986年3月19日（38歳） - ）
ボケ担当。
東京都杉並区出身。身長172 cm、体重50 kg。血液型はO型。
趣味は囲碁六段・漫画(3,000冊所有)・映画鑑賞、特技は麻雀の牌譜を記憶・盲牌。自動車普通免許と麻雀プロ(最高位戦日本プロ麻雀協会)の資格を所持しており、過去にはゲームやDVDに出演経験がある。
日本カジノスクール2018年卒業、ワタナベコメディスクール12期出身。

## 来歴
名古屋市に位置する瑞宝寺の住職の次男だった鈴木は大学を卒業してから2年間、テントを積んだ車で北海道の牧場や伊勢のお菓子工場など日本中を働きながら旅をしていた。ある日に上京してからのバイト先で、たまたま芸人をやっている人と一緒になったのがきっかけで自身も芸人を目指すことを思いついた。
実家が葬儀社で次男の仲山は幼少期からお笑いが好きで、高校卒業以前に父へ芸人になりたい旨を話すも反対されて胸ぐらの掴み合いにまで発展した。
コンビ「くつろぎソファーず」を解散したばかりだった仲山に、友人が同じくコンビ「オモプラッタ」を解散していた鈴木を紹介したことによって2人は出会う。
巨体を持つ鈴木に対する仲山の第一印象はあまり良いものではなかったが、一緒にカラオケへ行ってから意気投合し後日には3回ほど2人きりで飲みに行くのを重ねたことで、コンビ結成。次男同士で親近感が湧いたのも組んだ理由の1つで、旧コンビ名である「蟹パーティー」の由来は、お互いの実家の要素を合わせたものにしたかったがどれも暗くなってしまったため適当につけた。
2021年10月29日、『トム・ブラウンの1日5公演ネタライブ ～蟹パーティー改名、サヨナラ蟹パーティー～』内で行われた投票の結果、「あゆ」への改名が決定。
2022年12月31日を以て解散。共に活動は続ける。

## 芸風
主に漫才で、正統派のしゃべくり漫才を得意とする。
2019年末のおもしろ荘特番では最終オーディションまで進出。

## 出演

### テレビ
- 白黒アンジャッシュ（千葉テレビ）鈴木のみ
- ハッピーMUSIC（日本テレビ）仲山のみ
- 笑う新撰組（テレ朝チャンネル）仲山のみ
- ハマカーンの出玉で魅せろ! 出したモン勝ち!（パチンコ★パチスロTV!）
- 真夜中のおバカ騒ぎ!（千葉テレビ、TOKYO-MX、2021年6月17日）[10]
- 上坂すみれのヤバい○○（TOKYO-MX、BS11）鈴木のみ
- THE城攻め2（日本テレビ）鈴木のみ
- 一夜づけ（テレビ東京）仲山のみ
- NMB48村瀬紗英の麻雀ガチバトル! さえぴぃのトップ目とったんで!（TBSチャンネル）仲山のみ
- ひるキュン!（TOKYO-MX）
- 秘密のケンミンSHOW（日本テレビ）鈴木のみ
- カバン持ちさせてください!（TBS）鈴木のみ
- でんじろうのTHE実験（フジテレビ）
- マッスルドア〜ガリガリからの脱出〜（TBS、2022年9月1日・9月8日）[11] 仲山のみ

### ラジオ
- サンドウィッチマンの天使のつくり笑い（NHKラジオ第1放送）

### Web
- オンナの噂研究所（BeeTV）仲山のみ
- ハラハラケイダッシュ（Abema fresh）
- LOVE ALL-IN（LiveShop!）